# 小似鲴
小似鯝（学名：Xenocyprioides parvulus）为輻鰭魚綱鯉形目鲴科似鲴属的其中一種鱼类，被IUCN列為瀕危保育類動物。

## 分布
小似鯝分布於中國廣西壯族自治區欽州。该物种的模式产地在广西钦州。

## 外形
小似鯝身體淡黃色的粉紅色, 些微透明而且具有一個水平紅色的區域, 極小黑色的斑點的數字散佈在頭部與背部上。尾柄細長的與沒有鱗甲的腹部；頭部小的；吻短與微尖的；下頜些微地突出而且具有銳利的角前緣；唇細的；眼大的而且位於吻尖附近，體長可達2.5公分，棲息在中底層水域。

## 扩展阅读
維基物種上的相關：小似鲴